# Wyspy Zawietrzne (Afryka)
Wyspy Zawietrzne (port. Ilhas de Barlavento) – północna grupa wysp archipelagu Wysp Zielonego Przylądka.
Wyspy Zawietrzne dzielą się na dwie części: zachodnią i wschodnią. Na część zachodnią składają się głównie rolnicze wyspy: Santo Antão, São Vicente, Santa Luzia oraz São Nicolau, do części zachodniej należą także małe drobne skaliste wysepki na zachodnich krańcach archipelagu. Do części wschodniej zalicza się wyspy Sal i Boa Vista, które są płaskimi, do niedawna bezludnymi wyspami, bazującymi gospodarczo na otrzymywaniu soli, a obecnie zwracają się coraz chętniej w stronę turystyki.
Mniejszymi wysepkami archipelagu są: Ilhéu de Sal Rei, Ilhéu do Baluarte, Ilhéu dos Pássaros, Ilhéu Rabo de Junco.